# Campionato FIA di Formula 3 2022
Il Campionato FIA di Formula 3 2022 è stata la quarta edizione di questo campionato, creato dalla fusione della GP3 Series e della F3 europea. Il campionato è iniziato il 19 marzo a Sakhir e si è conclusa l'11 settembre a Monza dopo 18 gare, con la vittoria del francese Victor Martins.

## La Prestagione

### Calendario
Il calendario è stato annunciato il 15 ottobre 2021 e vede il ritorno di Monza e di Silverstone, l'introduzione di Sakhir e di Imola, mentre vede l'uscita di scena di Le Castellet e di Sochi; inoltre la Formula 3 torna a correre lo stesso weekend della Formula 2.
| Gara | Gara | Circuito                                | Giri | Lunghezza                  | Data         | Ora   | CTE   | Supporto                             |
| ---- | ---- | --------------------------------------- | ---- | -------------------------- | ------------ | ----- | ----- | ------------------------------------ |
| 1    | G1   | Bahrain International Circuit, Sakhir   | 20   | 20 x 5,412 km = 108,240 km | 19 marzo     | 12:45 | 10:45 | Gran Premio del Bahrein 2022         |
| 1    | G2   | Bahrain International Circuit, Sakhir   | 23   | 23 x 5,412 km = 124,476 km | 20 marzo     | 11:45 | 9:45  | Gran Premio del Bahrein 2022         |
| 2    | G1   | Autodromo di Imola, Imola               | 20   | 20 x 4,909 km = 98,180 km  | 23 aprile    | 10:35 | 10:35 | Gran Premio dell'Emilia-Romagna 2022 |
| 2    | G2   | Autodromo di Imola, Imola               | 24   | 24 x 4,909 km = 117,816 km | 24 aprile    | 08:50 | 08:50 | Gran Premio dell'Emilia-Romagna 2022 |
| 3    | G1   | Circuito di Catalogna, Barcellona       | 20   | 20 x 4,675 km = 93,500 km  | 22 maggio    | 11:00 | 11:00 | Gran Premio di Spagna 2022           |
| 3    | G2   | Circuito di Catalogna, Barcellona       | 24   | 24 x 4,675 km = 112,200 km | 23 maggio    | 10:05 | 10:05 | Gran Premio di Spagna 2022           |
| 4    | G1   | Circuito di Silverstone, Silverstone    | 17   | 17 x 5,891 km = 100,147 km | 2 luglio     | 10:00 | 11:00 | Gran Premio di Gran Bretagna 2022    |
| 4    | G2   | Circuito di Silverstone, Silverstone    | 22   | 22 x 5,891 km = 129,602 km | 3 luglio     | 08:35 | 09:35 | Gran Premio di Gran Bretagna 2022    |
| 5    | G1   | Red Bull Ring, Spielberg                | 21   | 21 x 4,318 km = 90,678 km  | 9 luglio     | 10:35 | 10:35 | Gran Premio d'Austria 2022           |
| 5    | G2   | Red Bull Ring, Spielberg                | 26   | 26 x 4,318 km = 112,268 km | 10 luglio    | 08:35 | 08:35 | Gran Premio d'Austria 2022           |
| 6    | G1   | Hungaroring, Mogyoród                   | 19   | 19 x 4,381 km = 83,239 km  | 30 luglio    | 11:00 | 11:00 | Gran Premio d'Ungheria 2022          |
| 6    | G2   | Hungaroring, Mogyoród                   | 24   | 24 x 4,381 km = 105,144 km | 31 luglio    | 10:05 | 10:05 | Gran Premio d'Ungheria 2022          |
| 7    | G1   | Circuito di Spa-Francorchamps, Stavelot | 15   | 15 x 7,004 km = 105,060 km | 27 agosto    | 10:35 | 10:35 | Gran Premio del Belgio 2022          |
| 7    | G2   | Circuito di Spa-Francorchamps, Stavelot | 18   | 18 x 7,004 km = 126,072 km | 28 agosto    | 08:35 | 08:35 | Gran Premio del Belgio 2022          |
| 8    | G1   | Circuito di Zandvoort, Zandvoort        | 21   | 21 x 4,259 km = 89,439 km  | 3 settembre  | 10:25 | 10:25 | Gran Premio d'Olanda 2022            |
| 8    | G2   | Circuito di Zandvoort, Zandvoort        | 26   | 26 x 4,259 km = 110,734 km | 4 settembre  | 08:45 | 08:45 | Gran Premio d'Olanda 2022            |
| 9    | G1   | Autodromo nazionale di Monza, Monza     | 18   | 18 x 5,793 km = 104,274 km | 10 settembre | 10:35 | 10:35 | Gran Premio d'Italia 2022            |
| 9    | G2   | Autodromo nazionale di Monza, Monza     | 22   | 22 x 5,793 km = 127,446 km | 11 settembre | 08:35 | 08:35 | Gran Premio d'Italia 2022            |

### Test
I test pre-stagionali della Formula 3 saranno effettuati in Bahrain, dal 2 al 4 marzo in concomitanza con i test della Formula 2. Altri test saranno fatti dopo la prima gara stagionale, il 5-6 aprile a Jerez e il 15-16 aprile a Barcellona.
| Circuito | Data                | Pilota più veloce | Team              | Tempo    | Giri | Team e Piloti |
| -------- | ------------------- | ----------------- | ----------------- | -------- | ---- | ------------- |
| Bahrain  | 2 marzo (1º turno)  | Arthur Leclerc    | Prema Racing      | 1’48”005 | 10   | Partecipanti  |
| Bahrain  | 2 marzo (2º turno)  | Zane Maloney      | Trident           | 1’47”614 | 23   | Partecipanti  |
| Bahrain  | 3 marzo (1º turno)  | Isack Hadjar      | Hitech Grand Prix | 1’47”516 | 30   | Partecipanti  |
| Bahrain  | 3 marzo (2º turno)  | Victor Martins    | ART Grand Prix    | 1’48"250 | 36   | Partecipanti  |
| Bahrain  | 4 marzo (1º turno)  | Isack Hadjar      | Hitech Grand Prix | 1’47”247 | 44   | Partecipanti  |
| Bahrain  | 4 marzo (2º turno)  | Roman Staněk      | Trident           | 1’48”182 | 34   | Partecipanti  |
| Jerez    | 5 aprile (1º turno) | Arthur Leclerc    | Prema Racing      | 1'40"202 | 35   | Partecipanti  |
| Jerez    | 5 aprile (2º turno) | Oliver Bearman    | Prema Racing      | 1'33"009 | 41   | Partecipanti  |
| Jerez    | 6 aprile (1º turno) | Arthur Leclerc    | Prema Racing      | 1'30"628 | 21   | Partecipanti  |
| Jerez    | 6 aprile (2º turno) | Arthur Leclerc    | Prema Racing      | 1'29"366 | 35   | Partecipanti  |

## Piloti e squadre

### Team
L'11 ottobre del 2021 viene ufficializzato che il team olandese Van Amersfoort Racing prenderà parte al Campionato FIA di Formula 3 dal 2022 al posto dell'uscente HWA Racelab.
Oltre il team Van Amersfoort vengono selezionati altri nove team per i campionati di Formula 3 dal 2022 al 2024: il team Trident, campione uscente, la Prema Racing, l'ART Grand Prix, MP Motorsport, il team Charouz Racing System, l'Hitech Grand Prix, la Campos Racing, Jenzer Motorsport e il team Carlin Buzz Racing.

### Piloti
Il 5 novembre del 2021 il campione in carica della Formula 3 regional europea, Grégoire Saucy viene ufficializzato dal team ART Grand Prix. Il 28 dicembre il team Prema annuncia il suo primo pilota, Oliver Bearman, vincitore delle F4 italiana e tedesca nel 2021, l'undici gennaio il team italiano conferma Arthur Leclerc, sia il britannico sia il monegasco sono membri della Ferrari Driver Academy. In seguito il team Prema ufficializza anche Jak Crawford, il pilota è alla sua seconda stagione nella serie. 
Il 14 gennaio viene ufficializzato il passaggio dalla Carlin alla Trident di Jonny Edgar e l'ingaggio del rookie Isack Hadjar da parte dell'Hitech Grand Prix. Lo stesso giorno il team ART Grand Prix conferma Juan Manuel Correa. Il 20 gennaio Aleksandr Smoljar passa alla MP Motorsport, dopo due stagioni trascorse con il team ART Grand Prix. Ma il 10 marzo il pilota russo decide insieme al supporto di SMP Racing di non partecipare al campionato, ma prima del esordio in Bahrein, il russo torna sui suoi passi e decide di correre.
Il 21 gennaio la Trident ingaggia Zane Maloney, vincitore della Formula 4 britannica nel 2019, mentre il 28 gennaio competa la sua formazione con Roman Staněk, pilota alla terza stagione nella serie. Il 25 gennaio il team Charouz Racing System annuncia il suo primo pilota, László Tóth, alla seconda stagione in F3, avendo corso nel 2021 per il team Campos Racing, mentre il 28 gennaio annuncia il suo secondo pilota, l'italiano Francesco Pizzi, debuttante nella categoria.
A fine gennaio il team Campos annuncia Pepe Martí e Hunter Yeany, mentre il nuovo team olandese, Van Amersfoort Racing ingaggia Reece Ushijima e Rafael Villagómez. Nei primi giorni di febbraio il team VAR completa la sua formazione con Franco Colapinto, pilota argentino che nel 2021 ha corso nel European Le Mans Series e nella Formula regional europea.
Il 4 febbraio Kaylen Frederick lascia il team Carlin per passare all'Hitech Grand Prix. Il team Carlin a sua volta ingaggia il nuovo pilota della Williams Driver Academy, Zak O'Sullivan, vincitore del Campionato GB3 nel 2021. L'11 febbraio il team Jenzer Motorsport annuncia il suo primo pilota, Ido Cohen, alla sua seconda stagione in Formula 3, seguito il giorno successivo dal debuttante finlandese William Alatalo.
Il 14 febbraio l'Alpine Academy annuncia i suoi piloti nella categoria, Victor Martins, il quale passa alla ART Grand Prix dopo una stagione con il team MP, e Caio Collet, che viene confermato dalla MP Motorsport. Il giorno seguente, il team Charouz completa la sua formazione con Ayrton Simmons, vicecampione in GB3 e già presente nell'ultimo round della stagione precedente con il team ceco. Il 17 febbraio David Vidales completa il roster del team Campos Racing. Il giorno seguente il team Carlin Buzz Racing ufficializza il rookie Brad Benavides come suo secondo pilota.
Il 22 febbraio il team MP Motorsport completa la sua formazione con il pilota indiano Kush Maini. Il 1º marzo il team Carlin Buzz Racing completa la sua formazione con Enzo Trulli, pilota italiano all'esordio nella serie dopo aver partecipato nel 2021 al'Euroformula Open e alla Formula 4 EAU dove ha vinto il campionato, mentre il team Hitech Grand Prix sceglie il rookie Nazim Azman come terzo pilota. Dopo aver fatto correre Patrik Pasma nei test per-stagionali in Bahrain, il team Jenzer Motorsport completa la sua line up con un altro finlandese Niko Kari.

#### Cambio dei piloti
A causa di un peggioramento della malattia di Crohn, Jonny Edgar è costretto a mettere in pausa la sua stagione dopo solo il primo round in Bahrain, il team Trident lo sostituisce con Oliver Rasmussen. Il team Jenzer Motorsport dopo la prima gara cambia il suo pilota Niko Kari con l'italiano Federico Malvestiti. Anche il team Charouz Racing System sostituisce Ayrton Simmons con il rientrante David Schumacher per il round di Imola. Juan Manuel Correa visto la frattura metatarsale al piede sinistro ottenuta durante i test a Jerez salta anche lui il round di Imola, l'ART Grand Prix schiera solo due auto.
Il team Charouz Racing System per il round di Catalogna ufficializza Lirim Zendeli.
Per il round di Silverstone, Edgar torna al volante del team Trident, mentre la Charouz cambia ancora il suo terzo pilota, sostituendo Zendeli con Zdeněk Chovanec. Filip Ugran sostituirà Aleksandr Smoljar in MP Motorsport, proprio perché il pilota russo non è stato in grado di ottenere il visto per entrare nel Regno Unito. 
Per il sesto round della stagione al Hungaroring, il team Charouz, modifica ancora la sua formazione sostituendo Zdenek Chovanec con il debuttante Christian Mansell, mentre il team Campos Racing è costretto a sostituire Hunter Yeany, infortunano al polso con Oliver Goethe. Goethe sostituisce Yeany anche dopo la pausa estiva nel round di Spa-Francorchamps. 
Per il round di Zandvoor il team Charouz richiama David Schumacher al posto di Mansell, mentre il team Campos chiama Sebastián Montoya per la sua terza vettura. Per l'ultimo round della stagione a Monza la Charouz porta in pista l'esordiente Alessandro Famularo al posto di Schumacher.

### Tabella riassuntiva
| Team                  | Nº | Pilota              | Weekend di gare | Stato |
| --------------------- | -- | ------------------- | --------------- | ----- |
| Trident               | 1  | Jonny Edgar         | 1, 4-9          |       |
| Trident               | 1  | Oliver Rasmussen    | 2-3             |       |
| Trident               | 2  | Roman Staněk        | Tutti           |       |
| Trident               | 3  | Zane Maloney        | Tutti           | R     |
| Prema Racing          | 4  | Arthur Leclerc      | Tutti           |       |
| Prema Racing          | 5  | Jak Crawford        | Tutti           |       |
| Prema Racing          | 6  | Oliver Bearman      | Tutti           | R     |
| ART Grand Prix        | 7  | Victor Martins      | Tutti           |       |
| ART Grand Prix        | 8  | Grégoire Saucy      | Tutti           | R     |
| ART Grand Prix        | 9  | Juan Manuel Correa  | 1, 3-9          |       |
| MP Motorsport         | 10 | Caio Collet         | Tutti           |       |
| MP Motorsport         | 11 | Aleksandr Smoljar   | 1-3, 5-9        |       |
| MP Motorsport         | 11 | Filip Ugran         | 4               |       |
| MP Motorsport         | 12 | Kush Maini          | Tutti           | R     |
| Charouz Racing System | 14 | László Tóth         | Tutti           |       |
| Charouz Racing System | 15 | Ayrton Simmons      | 1               | R     |
| Charouz Racing System | 15 | David Schumacher    | 2,8             |       |
| Charouz Racing System | 15 | Lirim Zendeli       | 3               |       |
| Charouz Racing System | 15 | Zdeněk Chovanec     | 4-5             |       |
| Charouz Racing System | 15 | Christian Mansell   | 6-7             | R     |
| Charouz Racing System | 15 | Alessandro Famularo | 9               | R     |
| Charouz Racing System | 16 | Francesco Pizzi     | Tutti           | R     |
| Hitech Grand Prix     | 17 | Kaylen Frederick    | Tutti           |       |
| Hitech Grand Prix     | 18 | Isack Hadjar        | Tutti           | R     |
| Hitech Grand Prix     | 19 | Nazim Azman         | Tutti           | R     |
| Campos Racing         | 20 | David Vidales       | Tutti           | R     |
| Campos Racing         | 21 | Hunter Yeany        | 1-5, 9          |       |
| Campos Racing         | 21 | Oliver Goethe       | 6-7             | R     |
| Campos Racing         | 21 | Sebastián Montoya   | 8               | R     |
| Campos Racing         | 22 | Pepe Martí          | Tutti           | R     |
| Jenzer Motorsport     | 23 | Ido Cohen           | Tutti           |       |
| Jenzer Motorsport     | 24 | Niko Kari           | 1               |       |
| Jenzer Motorsport     | 24 | Federico Malvestiti | 2-9             |       |
| Jenzer Motorsport     | 25 | William Alatalo     | Tutti           | R     |
| Carlin Buzz Racing    | 26 | Zak O'Sullivan      | Tutti           | R     |
| Carlin Buzz Racing    | 27 | Brad Benavides      | Tutti           | R     |
| Carlin Buzz Racing    | 28 | Enzo Trulli         | Tutti           | R     |
| Van Amersfoort Racing | 29 | Franco Colapinto    | Tutti           | R     |
| Van Amersfoort Racing | 30 | Rafael Villagómez   | Tutti           |       |
| Van Amersfoort Racing | 31 | Reece Ushijima      | Tutti           | R     |

## Regolamento
Per la stagione 2022 si decide di tornare al vecchio format, utilizzato fino al 2020, quindi 2 gare per weekend, seguendo anche la Formula 2 (anch'essa subisce la stessa modifica). Viene modificata anche l'assegnazione dei punti durante il weekend: mentre per la Feature Race il punteggio rimane come quello della Formula 1, per la Sprint Race si cambia, con il pilota al primo posto che guadagna 10 punti, 9 per il secondo, 8 per il terzo, fino ad arrivare a 1 per il decimo; per la pole position saranno 2 punti e non più 4 e per il giro più veloce in gara sarà 1 punto e non più 2.
Sistema di punteggio Gara 1
| Posizione | 1ª | 2ª | 3ª | 4ª | 5ª | 6ª | 7ª | 8ª | 9ª | 10ª | Giro veloce |
| Punti     | 10 | 9  | 8  | 7  | 6  | 5  | 4  | 3  | 2  | 1   | 1           |

Sistema di punteggio Gara 2
| Posizione | 1ª | 2ª | 3ª | 4ª | 5ª | 6ª | 7ª | 8ª | 9ª | 10ª | Pole | Giro veloce |
| Punti     | 25 | 18 | 15 | 12 | 10 | 8  | 6  | 4  | 2  | 1   | 2    | 1           |

## Classifiche

### Riassunto della stagione
| Gara | Gara | Circuito                      | Tempo     | Velocità media | Pole position     | Giro veloce       | Pilota vincitore  | Team vincitore    | Note          |
| ---- | ---- | ----------------------------- | --------- | -------------- | ----------------- | ----------------- | ----------------- | ----------------- | ------------- |
| 1    | G1   | Bahrain International Circuit | 37'30"285 | 172,768 km/h   |                   | Zane Maloney      | Isack Hadjar      | Hitech Grand Prix | [ 69 ]        |
| 1    | G2   | Bahrain International Circuit | 46'47"389 | 159,303 km/h   | Franco Colapinto  | Isack Hadjar      | Victor Martins    | ART GP            | [ 70 ] [ 71 ] |
| 2    | G1   | Autodromo Enzo e Dino Ferrari | 36’38”273 | 160,427 km/h   |                   | Oliver Bearman    | Franco Colapinto  | Van Amersfoort    | [ 72 ]        |
| 2    | G2   | Autodromo Enzo e Dino Ferrari | 45’37”829 | 154,630 km/h   | Zane Maloney      | Roman Staněk      | Roman Staněk      | Trident           | [ 73 ] [ 74 ] |
| 3    | G1   | Circuito di Catalogna         | 32’38”784 | 171,609 km/h   |                   | Jak Crawford      | David Vidales     | Campos            | [ 75 ]        |
| 3    | G2   | Circuito di Catalogna         | 43’43”673 | 153,779 km/h   | Roman Staněk      | Victor Martins    | Victor Martins    | ART GP            | [ 76 ] [ 77 ] |
| 4    | G1   | Circuito di Silverstone       | 32’24”707 | 185,141 km/h   |                   | Isack Hadjar      | Isack Hadjar      | Hitech Grand Prix | [ 78 ]        |
| 4    | G2   | Circuito di Silverstone       | 45’23”209 | 171,152 km/h   | Zak O'Sullivan    | Jak Crawford      | Arthur Leclerc    | Prema             | [ 79 ]        |
| 5    | G1   | Red Bull Ring                 | 32’50”011 | 175,474 km/h   |                   | Arthur Leclerc    | Jak Crawford      | Prema             | [ 80 ]        |
| 5    | G2   | Red Bull Ring                 | 40'34"535 | 159,441 km/h   | Isack Hadjar      | Isack Hadjar      | Isack Hadjar      | Hitech GP         | [ 82 ]        |
| 6    | G1   | Hungaroring                   | 37’34”616 | 125,850 km/h   |                   | Caio Collet       | Caio Collet       | MP Motorsport     | [ 84 ]        |
| 6    | G2   | Hungaroring                   | 45'02"423 | 140,013 km/h   | Aleksandr Smoljar | Zak O'Sullivan    | Aleksandr Smoljar | MP Motorsport     | [ 85 ]        |
| 7    | G1   | Circuito di Spa-Francorchamps | 32’50”011 | 165,474 km/h   |                   | Jonny Edgar       | Oliver Bearman    | Prema             | [ 86 ]        |
| 7    | G2   | Circuito di Spa-Francorchamps | 40’34”535 | 159,441 km/h   | Caio Collet       | Zane Maloney      | Zane Maloney      | Trident           | [ 87 ]        |
| 8    | G1   | Circuito di Zandvoort         | 30’55”183 | 173,438 km/h   |                   | Caio Collet       | Caio Collet       | MP Motorsport     | [ 88 ]        |
| 8    | G2   | Circuito di Zandvoort         | 44’04”515 | 150,660 km/h   | Zane Maloney      | Zane Maloney      | Zane Maloney      | Trident           | [ 89 ]        |
| 9    | G1   | Autodromo nazionale di Monza  | 34’09”813 | 182,589 km/h   |                   | Aleksandr Smoljar | Franco Colapinto  | Van Amersfoort    | [ 90 ]        |
| 9    | G2   | Autodromo nazionale di Monza  | 28'00"288 | 185,509 km/h   | Aleksandr Smoljar | Jonny Edgar       | Zane Maloney      | Trident           | [ 92 ]        |

### Classifica piloti
| Pos. | Pilota                  | SAK             | SAK                 | IMO          | IMO         | CAT                                             | CAT | SIL | SIL | RBR | RBR | HUN | HUN | SPA | SPA | ZAN | ZAN | MNZ | MNZ | Punti |
| --- | ----------------------- | --------------- | ------------------- | ------------ | ----------- | ----------------------------------------------- | --- | --- | --- | --- | --- | --- | --- | --- | --- | --- | --- | --- | --- | ----- |
| 1 | Victor Martins          | Rit             | 1                   | 2            | 9           | Rit                                             | 1   | 2   | 7   | 8   | 2   | 6   | 10  | 21  | Rit | 7   | 2   | 10  | 4   | 139   |
| 2 | Zane Maloney R          | 4               | Rit                 | 6            | Rit         | 21                                              | 13  | 7   | 11  | Rit | 5   | 10  | 2   | Rit | 1   | 17  | 1   | 4   | 1   | 134   |
| 3 | Oliver Bearman R        | 2               | 6                   | 12           | 17          | 12                                              | 5   | 9   | 3   | 16  | 3   | 5   | 3   | 1   | 3   | 11  | 25  | 2   | 2   | 132   |
| 4 | Isack Hadjar R          | 1               | 25                  | 5            | 3           | 10                                              | 3   | 1   | 5   | 10  | 1   | 4   | 18  | 9   | 14  | 6   | 5   | 27  | 9   | 123   |
| 5 | Roman Staněk            | 24              | 22                  | 4            | 1           | 8                                               | 2   | 6   | Rit | 5   | 11  | 9   | 12  | 2   | 2   | 10  | 4   | 12  | 6   | 117   |
| 6 | Arthur Leclerc          | 5               | 2                   | 13           | 4           | 4                                               | 16  | 8   | 1   | 4   | 4   | 27  | 8   | 5   | 11  | 12  | 12  | 8   | 5   | 114   |
| 7 | Jak Crawford            | 27              | 7                   | 3            | 2           | 2                                               | 6   | 10  | 6   | 1   | 22  | 20  | 5   | 11  | 17  | 9   | 6   | 7   | 3   | 109   |
| 8 | Caio Collet             | 7               | Rit                 | 24†          | 11          | 3                                               | 7   | 11  | 4   | 2   | 27† | 1   | 9   | 10  | 6   | 1   | 7   | 3   | 20  | 88    |
| 9 | Franco Colapinto R      | 25              | 5                   | 1            | 22          | Rit                                             | 8   | 13  | Rit | 3   | 6   | 2   | 15  | 15  | 12  | 13  | 3   | 1   | 15  | 76    |
| 10 | Aleksandr Smoljar       | 3               | 23                  | 8            | 14          | 6                                               | 4   |     |     | 9   | 7   | 15  | 1   | 3   | 9   | 14  | 10  | 25  | 27† | 76    |
| 11 | Zak O'Sullivan R        | 6               | 18                  | Rit          | 6           | 18                                              | 27† | 14  | 2   | 12  | 17  | 18  | 4   | 20  | 13  | 3   | 23  | Rit | 11  | 54    |
| 12 | Jonny Edgar             | 13              | 11                  |              |             |                                                 |     | 15  | 8   | 7   | 21  | 13  | 24  | 4   | 5   | 4   | 9   | 5   | 8   | 46    |
| 13 | Juan Manuel Correa      | 9               | 4                   |              |             | 5                                               | 10  | 21  | Rit | Rit | 10  | 12  | 6   | 18  | 15  | 2   | 24  | 13  | 24  | 39    |
| 14 | Kush Maini R            | 15              | 16                  | 20           | 5           | 17                                              | 25  | 4   | 22  | 18  | 25† | 3   | 7   | 13  | Rit | 18  | 11  | 11  | 13  | 31    |
| 15 | Grégoire Saucy R        | Rit             | 3                   | Rit          | 23†         | 11                                              | 11  | 18  | 25  | 11  | 14  | 7   | 11  | 12  | Rit | 5   | Rit | 6   | 28† | 30    |
| 16 | David Vidales R         | 10              | 8                   | 11           | 8           | 1                                               | Rit | 12  | 9   | 24  | 12  | Rit | 21  | 7   | 8   | 21  | Rit | Rit | Rit | 29    |
| 17 | Kaylen Frederick        | 8               | 10                  | 16           | 7           | 7                                               | 9   | 5   | 12  | 6   | 23  | 19  | 20  | Rit | 16  | 15  | 13  | Rit | 25  | 27    |
| 18 | William Alatalo R       | 11              | 9                   | 15           | 10          | 15                                              | 12  | 19  | 16  | Rit | 8   | 16  | 16  | 6   | 7   | 30  | Rit | 14  | 7   | 24    |
| 19 | Oliver Goethe R         |                 |                     |              |             |                                                 |     |     |     |     |     | 8   | 28  | Rit | 4   |     |     |     |     | 15    |
| 20 | Reece Ushijima R        | 12              | 17                  | Rit          | 18          | 9                                               | 19  | 3   | 10  | 17  | 13  | 11  | 14  | 14  | 10  | 22  | 19  | 19  | 10  | 13    |
| 21 | Sebastián Montoya R     |                 |                     |              |             |                                                 |     |     |     |     |     |     |     |     |     | 8   | 8   |     |     | 7     |
| 22 | Oliver Rasmussen        |                 |                     | 7            | Rit         | 16                                              | 14  |     |     |     |     |     |     |     |     |     |     |     |     | 4     |
| 23 | Brad Benavides R        | 21              | 20                  | 14           | Rit         | 25                                              | Rit | NC  | 20  | 19  | 20  | Rit | 22  | 8   | 18  | 26  | Rit | 18  | 14  | 3     |
| 24 | Rafael Villagómez       | 17              | 12                  | 9            | 20          | 14                                              | Rit | 26  | Rit | Rit | 15  | 17  | 21  | 23  | 19  | 28  | Rit | 26  | Rit | 2     |
| 25 | Pepe Martí R            | 28†             | 13                  | Rit          | 15          | 13                                              | 20  | 20  | 23  | 13  | Rit | 14  | 29  | Rit | 22  | 19  | 14  | 9   | 26  | 2     |
| 26 | Ido Cohen               | 14              | 15                  | 23           | 13          | 23                                              | 22  | 17  | 15  | 14  | 9   | Rit | 17  | 24† | Rit | 29  | 16  | 15  | 12  | 2     |
| 27 | Francesco Pizzi R       | 19              | Rit                 | 10           | Rit         | 24                                              | 17  | 24  | 14  | 15  | 24  | 21  | 27  | 19  | 21  | 16  | 18  | 17  | 16  | 1     |
| 28 | David Schumacher        |                 |                     | 18           | 12          |                                                 |     |     |     |     |     |     |     |     |     | 20  | 15  |     |     | 0     |
| 29 | Federico Malvestiti     |                 |                     | Rit          | 21          | 19                                              | 21  | 25  | 13  | 20  | 26  | 25  | 25  | 18  | 26  | 24  | 20  | 16  | 18  | 0     |
| 30 | Niko Kari               | 26              | 14                  |              |             |                                                 |     |     |     |     |     |     |     |     |     |     |     |     |     | 0     |
| 31 | Lirim Zendeli           |                 |                     |              |             | 20                                              | 15  |     |     |     |     |     |     |     |     |     |     |     |     | 0     |
| 32 | Nazim Azman R           | 16              | Rit                 | 21           | 19          | Rit                                             | 18  | 21  | Rit | 23  | 16  | 23  | 26  | 16  | 20  | 25  | 21  | 21  | 21  | 0     |
| 33 | Hunter Yeany            | 23              | 21                  | 17           | 16          | 27                                              | 26  | 16  | 19  | 21  | NP  |     |     |     |     |     |     | 24  | 17  | 0     |
| 34 | Enzo Trulli R           | 20              | 26                  | 22           | 24          | 22                                              | 24  | 27  | 17  | 25  | 18  | 24  | 19  | SQ  | 24  | 23  | 17  | 20  | 22  | 0     |
| 35 | Ayrton Simmons R        | 18              | 19                  |              |             |                                                 |     |     |     |     |     |     |     |     |     |     |     |     |     | 0     |
| 36 | Filip Ugran             |                 |                     |              |             |                                                 |     | 23  | 18  |     |     |     |     |     |     |     |     |     |     | 0     |
| 37 | László Tóth             | 22              | 24                  | 19           | 25          | 26                                              | 23  | Rit | 21  | 22  | 19  | 26  | Rit | 22  | 25  | 27  | 22  | 22  | 19  | 0     |
| 38 | Christian Mansell R     |                 |                     |              |             |                                                 |     |     |     |     |     | 22  | 23  | Rit | 23  |     |     |     |     | 0     |
| 39 | Alessandro Famularo R   |                 |                     |              |             |                                                 |     |     |     |     |     |     |     |     |     |     |     | 23  | 23  | 0     |
| 40 | Zdeněk Chovanec         |                 |                     |              |             |                                                 |     | Rit | 24  | 26  | Rit |     |     |     |     |     |     |     |     | 0     |
| Pos. | Pilota                  | SAK             | SAK                 | IMO          | IMO         | CAT                                             | CAT | SIL | SIL | RBR | RBR | HUN | HUN | SPA | SPA | ZAN | ZAN | MNZ | MNZ | Punti |
| \| Legenda \| 1º posto \| 2º posto \| 3º posto \| A punti \| Senza punti \| Grassetto=Pole position Corsivo=Giro più veloce \| \| Legenda \| Solo prove/Terzo pilota \| Non qualificato \| Ritirato/Non class. \| Squalificato \| Non partito \| Grassetto=Pole position Corsivo=Giro più veloce \| |                         |                 |                     |              |             |                                                 |     |     |     |     |     |     |     |     |     |     |     |     |     |       |
| Legenda | 1º posto                | 2º posto        | 3º posto            | A punti      | Senza punti | Grassetto=Pole position Corsivo=Giro più veloce |     |     |     |     |     |     |     |     |     |     |     |     |     |       |
| Legenda | Solo prove/Terzo pilota | Non qualificato | Ritirato/Non class. | Squalificato | Non partito | Grassetto=Pole position Corsivo=Giro più veloce |     |     |     |     |     |     |     |     |     |     |     |     |     |       |

| Legenda | 1º posto                | 2º posto        | 3º posto            | A punti      | Senza punti | Grassetto=Pole position Corsivo=Giro più veloce |
| Legenda | Solo prove/Terzo pilota | Non qualificato | Ritirato/Non class. | Squalificato | Non partito | Grassetto=Pole position Corsivo=Giro più veloce |

### Classifica Squadre
| Pos. | Squadra        | N° | Pilota     | SAK | SAK | IMO | IMO | CAT | CAT | SIL | SIL | RBR | RBR | HUN | HUN | SPA | SPA | ZAN | ZAN | MNZ | MNZ | Punti |
| ---- | -------------- | -- | ---------- | --- | --- | --- | --- | --- | --- | --- | --- | --- | --- | --- | --- | --- | --- | --- | --- | --- | --- | ----- |
| 1    | Prema          | 4  | Leclerc    | 5   | 2   | 13  | 4   | 4   | 16  | 8   | 1   | 4   | 4   | 27  | 8   | 5   | 11  | 12  | 12  | 8   | 5   | 355   |
| 1    | Prema          | 5  | Crawford   | 27  | 7   | 3   | 2   | 2   | 6   | 10  | 6   | 1   | 22  | 20  | 5   | 11  | 17  | 9   | 6   | 7   | 3   | 355   |
| 1    | Prema          | 6  | Bearman    | 2   | 6   | 12  | 17  | 12  | 5   | 9   | 3   | 16  | 3   | 5   | 3   | 1   | 3   | 11  | 25  | 2   | 2   | 355   |
| 2    | Trident        | 1  | Edgar      | 13  | 11  |     |     |     |     | 15  | 8   | 7   | 21  | 13  | 24  | 4   | 5   | 4   | 9   | 5   | 8   | 301   |
| 2    | Trident        | 1  | Rasmussen  |     |     | 7   | Rit | 16  | 14  |     |     |     |     |     |     |     |     |     |     |     |     | 301   |
| 2    | Trident        | 2  | Staněk     | 24  | 22  | 4   | 1   | 8   | 2   | 6   | Rit | 5   | 11  | 9   | 12  | 2   | 2   | 10  | 4   | 12  | 6   | 301   |
| 2    | Trident        | 3  | Maloney    | 4   | Rit | 6   | Rit | 21  | 13  | 7   | 11  | Rit | 5   | 10  | 2   | Rit | 1   | 17  | 1   | 4   | 1   | 301   |
| 3    | ART GP         | 7  | Martins    | Rit | 1   | 2   | 9   | Rit | 1   | 2   | 7   | 8   | 2   | 6   | 10  | 21  | Rit | 7   | 2   | 10  | 4   | 208   |
| 3    | ART GP         | 8  | Saucy      | Rit | 3   | Rit | Rit | 11  | 11  | 18  | 25  | 11  | 14  | 7   | 11  | 12  | Rit | 5   | Rit | 6   | 28† | 208   |
| 3    | ART GP         | 9  | Correa     | 9   | 4   |     |     | 5   | 10  | 21  | Rit | Rit | 10  | 12  | 6   | 17  | 15  | 2   | 13  | 24  |     | 208   |
| 4    | MP Motorsport  | 10 | Collet     | 7   | Rit | Rit | 11  | 3   | 7   | 11  | 4   | 2   | 27  | 1   | 9   | 10  | 6   | 1   | 7   | 3   | 20  | 195   |
| 4    | MP Motorsport  | 11 | Smolyar    | 3   | 23  | 8   | 14  | 6   | 4   |     |     | 9   | 7   | 15  | 1   | 3   | 9   | 14  | 10  | 25  | 27† | 195   |
| 4    | MP Motorsport  | 11 | Ugran      |     |     |     |     |     |     | 23  | 18  |     |     |     |     |     |     |     |     |     |     | 195   |
| 4    | MP Motorsport  | 12 | Maini      | 15  | 16  | 20  | 5   | 17  | 25  | 4   | 22  | 18  | 25  | 3   | 7   | 13  | Rit | 18  | 11  | 11  | 13  | 195   |
| 5    | Hitech GP      | 17 | Frederick  | 8   | 10  | 16  | 7   | 7   | 9   | 5   | 12  | 6   | 23  | 19  | 20  | Rit | 16  | 15  | 13  | Rit | 25  | 150   |
| 5    | Hitech GP      | 18 | Hadjar     | 1   | 25  | 5   | 3   | 10  | 3   | 1   | 5   | 10  | 1   | 4   | 18  | 9   | 14  | 6   | 5   | 27  | 9   | 150   |
| 5    | Hitech GP      | 19 | Azman      | 16  | Rit | 21  | 19  | Rit | 18  | 22  | Rit | 23  | 16  | 23  | 26  | 16  | 20  | 25  | 21  | 21  | 21  | 150   |
| 6    | Van Amersfoort | 29 | Colapinto  | 25  | 5   | 1   | 22  | Rit | 8   | 13  | Rit | 3   | 6   | 2   | 15  | 15  | 12  | 13  | 3   | 1   | 15  | 91    |
| 6    | Van Amersfoort | 30 | Villagómez | 17  | 12  | 9   | 20  | 14  | Rit | 26  | Rit | Rit | 15  | 17  | 21  | 23  | 19  | 28  | Rit | 26  | Rit | 91    |
| 6    | Van Amersfoort | 31 | Ushijima   | 12  | 17  | Rit | Rit | 9   | 19  | 3   | 10  | 17  | 13  | 11  | 14  | 14  | 10  | 22  | 19  | 19  | 10  | 91    |
| 7    | Carlin         | 26 | O'Sullivan | 6   | 18  | Rit | 6   | 18  | Rit | 14  | 2   | 12  | 17  | 18  | 4   | 20  | 13  | 3   | 23  | Rit | 11  | 57    |
| 7    | Carlin         | 27 | Benavides  | 21  | 20  | 14  | Rit | 25  | Rit | Rit | 20  | 19  | 20  | Rit | 22  | 8   | 18  | 26  | Rit | 18  | 14  | 57    |
| 7    | Carlin         | 28 | Trulli     | 20  | 26  | 22  | 24  | 22  | 24  | 27  | 17  | 25  | 18  | 24  | 19  | Rit | 24  | 23  | 17  | 20  | 22  | 57    |
| 8    | Campos         | 20 | Vidales    | 10  | 8   | 11  | 8   | 1   | Rit | 12  | 9   | 24  | 12  | Rit | 13  | 7   | 8   | 21  | Rit | Rit | Rit | 53    |
| 8    | Campos         | 21 | Yeany      | 23  | 21  | 17  | 21  | 27  | 26  | 16  | 19  | 21  | DNS |     |     |     |     |     |     | 24  | 17  | 53    |
| 8    | Campos         | 21 | Goethe     |     |     |     |     |     |     |     |     |     |     | 8   | 28  | Rit | 4   |     |     |     |     | 53    |
| 8    | Campos         | 21 | Montoya    |     |     |     |     |     |     |     |     |     |     |     |     |     |     | 8   | 8   |     |     | 53    |
| 8    | Campos         | 22 | Martí      | 28† | 13  | Rit | 15  | 13  | 20  | 20  | 23  | 13  | Rit | 14  | 29  | Rit | 22  | 19  | 14  | 9   | 26  | 53    |
| 9    | Jenzer         | 23 | Cohen      | 14  | 15  | 23  | 13  | 23  | 22  | 17  | 15  | 14  | 9   | Rit | 17  | Rit | Rit | 29  | 16  | 15  | 12  | 26    |
| 9    | Jenzer         | 24 | Kari       | 26  | 14  |     |     |     |     |     |     |     |     |     |     |     |     |     |     |     |     | 26    |
| 9    | Jenzer         | 24 | Malvestiti |     |     | Rit | 21  | 19  | 21  | 25  | 13  | 20  | 26  | 25  | 25  | 18  | 26  | 24  | 20  | 16  | 18  | 26    |
| 9    | Jenzer         | 25 | Alatalo    | 11  | 9   | 15  | 10  | 15  | 12  | 19  | 16  | Rit | 8   | 16  | 16  | 6   | 7   | 30  | Rit | 14  | 7   | 26    |
| 10   | Charouz        | 14 | Tóth       | 22  | 24  | 19  | 25  | 26  | 23  | Rit | 21  | 22  | 19  | 26  | Rit | 22  | 25  | 27  | 22  | 22  | 19  | 1     |
| 10   | Charouz        | 15 | Simmons    | 18  | 19  |     |     |     |     |     |     |     |     |     |     |     |     |     |     |     |     | 1     |
| 10   | Charouz        | 15 | Schumacher |     |     | 19  | 12  |     |     |     |     |     |     |     |     |     |     | 20  | 15  |     |     | 1     |
| 10   | Charouz        | 15 | Zendeli    |     |     |     |     | 20  | 15  |     |     |     |     |     |     |     |     |     |     |     |     | 1     |
| 10   | Charouz        | 15 | Chovanec   |     |     |     |     |     |     | Rit | 24  | 26  | Rit |     |     |     |     |     |     |     |     | 1     |
| 10   | Charouz        | 15 | Mansell    |     |     |     |     |     |     |     |     |     |     | 22  | 23  | Rit | 23  |     |     |     |     | 1     |
| 10   | Charouz        | 15 | Famularo   |     |     |     |     |     |     |     |     |     |     |     |     |     |     |     |     | 23  | 23  | 1     |
| 10   | Charouz        | 16 | Pizzi      | 19  | Rit | 10  | Rit | 24  | 17  | 24  | 14  | 15  | 24  | 21  | 27  | 19  | 21  | 16  | 18  | 17  | 16  | 1     |
| Pos. | Squadra        | N. | Pilota     | SAK | SAK | IMO | IMO | CAT | CAT | SIL | SIL | RBR | RBR | HUN | HUN | SPA | SPA | ZAN | ZAN | MNZ | MNZ | Punti |